# Кордерень (комуна)
Кордерень, Кордерені (рум. Cordăreni) — комуна у повіті Ботошані в Румунії. До складу комуни входять такі села (дані про населення за 2002 рік):
- Гривіца (606 осіб)
- Кордерень (1579 осіб)
- Слобозія

Комуна розташована на відстані 398 км на північ від Бухареста, 28 км на північ від Ботошань, 120 км на північний захід від Ясс.

## Населення
За даними перепису населення 2002 року у комуні проживали 2185 осіб, усі — румуни. Усі жителі комуни рідною мовою назвали румунську.
Склад населення комуни за віросповіданням:
| Релігія       | Кількість осіб | Відсоток |
| ------------- | -------------- | -------- |
| православні   | 2135           | 97,7%    |
| п'ятдесятники | 32             | 1,5%     |
| реформати     | 2              | 0,1%     |
| бретрени      | 2              | 0,1%     |